# Tư bản bất biến

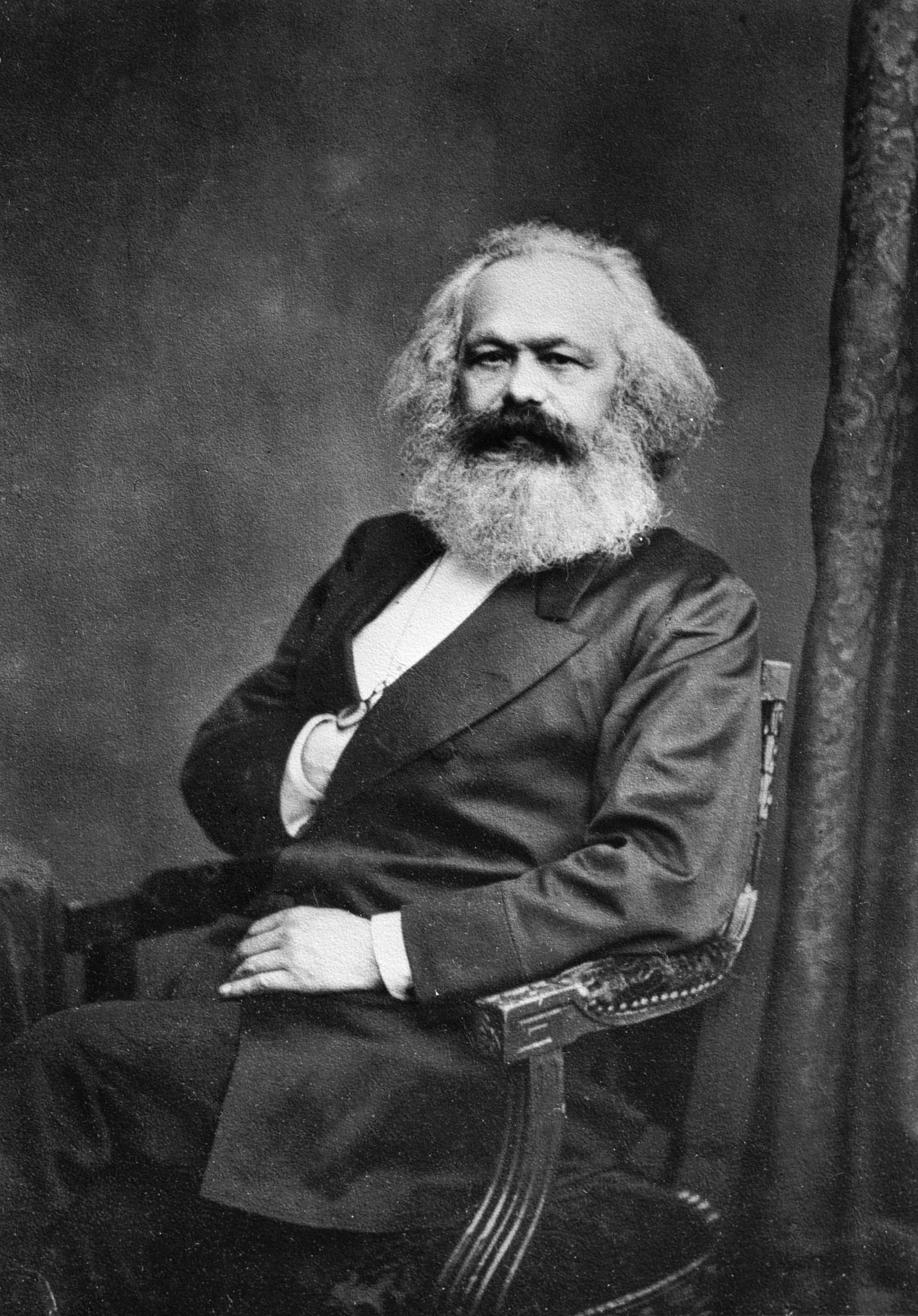
Mác - người đưa ra khái niện tư bản bất biến cùng với khái niệm tư bản khả biến

Tư bản bất biến là một khái niệm của kinh tế chính trị Marx-Lenin dùng để chỉ một bộ phận tư bản dùng để mua tư liệu sản xuất và giá trị được bảo toàn và chuyển vào sản phẩm. Tư bản bất biến được Karl Marx ký hiệu là c. Tư bản bất biến bao gồm cả nguyên liệu. Tư bản bất biến là tư bản vật chất, để phân biệt với tư bản khả biến là tư bản bỏ ra mua sức lao động. Khái niệm này có nét tương tự khái niệm chi phí cố định trong kinh tế học vi mô hay còn gọi định phí trong kinh doanh và kế toán.

## Phân tích
Để tiến hành sản xuất, nhà tư bản phải ứng tiền ra để mua tư liệu sản xuất và sức lao động, nghĩa là biến tư bản tiền tệ thành các yếu tố của quá trình sản xuất. Các yếu tố này có vai trò khác nhau trong việc tạo ra giá trị thặng dư.
Trong sản xuất, công nhân sử dụng tư liệu sản xuất để chế tạo ra sản phẩm. Tư liệu sản xuất có nhiều loại, có loại như nhà xưởng, kho tàng, thiết bị, máy móc được sử dụng trong một thời gian dài, hao mòn dần qua nhiều chu kỳ sản xuất, nên giá trị của nó được chuyển từng phần vào sản phẩm. Có loại như nguyên liệu nhiên liệu, vật liệu phụ tiêu hao toàn bộ qua một chu kỳ sản xuất, nên giá trị của nó được chuyển nguyên vẹn ngay vào sản phẩm mới.
Dù giá trị tư liệu sản xuất được chuyển dần từng phần hay chuyển nguyên vẹn ngay vào sản phẩm, bộ phận tư bản tồn tại dưới hình thức tư liệu sản xuất có đặc điểm chung là giá trị của chúng được bảo tồn không có sự thay đổi về lượng và chuyển vào sản phẩm mới trong quá trình sản xuất. Bộ phận tư bản này gọi là tư bản bất biến (ký hiệu bằng c).
Bộ phận tư bản tồn tại dưới hình thức sức lao động có tính chất khác với bộ phận tư bản bất biến (C).
Trong quá trình sản xuất, bộ phận tư bản này có sự thay đổi về lượng, tăng lên về số lượng giá trị, vì đặc điểm của giá trị sử dụng của hàng hóa sức lao động là khi được đem tiêu dùng thì nó tạo ra một lượng giá trị mới lớn hơn giá trị bản thân nó - gọi là tư bản khả biến (ký hiệu bằng V).

## Đặc điểm
- Là một bộ phận tư bản tồn tại dưới hình thức tư liệu sản xuất và không thay đổi lượng giá trị trong quá trình sản xuất.
- Nhằm phân tích một cách khoa học bản chất bóc lột tư bản chủ nghĩa, Mac là người đầu tiên phân chia tư bản thành TBBB và tư bản khả biến. Cơ sở của sự phân chia này là không phải toàn bộ tư bản mà chỉ có một bộ phận tư bản dùng để trả công cho sức lao động mới là nguồn gốc sinh ra giá trị thặng dư và làm tăng thêm tư bản.
- Giá trị của tư bản bất biến được lao động cụ thể của công nhân chuyển dần từng phần vào hàng hoá mới, theo mức độ hao mòn của tư liệu sản xuất trong quá trình lao động.
- Tư bản không phải là nguồn gốc của giá trị thặng dư, mà là điều kiện sản xuất giá trị thặng dư và để nhà tư bản thu giá trị thặng dư.
- Từng bộ phận của tư bản bất biến chuyển giá trị của mình một cách khác nhau vào hàng hoá vừa mới làm ra. Theo tính chất chu chuyển, một bộ phận tư bản bất biến (nhà xưởng, thiết bị và máy móc) hình thành nên tư bản cố định được sử dụng trong nhiều chu kì sản xuất thì chuyển dần từng phần giá trị của mình. Bộ phận tư bản bất biến khác (nguyên liệu, nhiên liệu, vật liệu phụ) hình thành nên một bộ phận của tư bản lưu động thì bị tiêu dùng hoàn toàn qua một thời kì sản xuất trong quá trình sản xuất hàng hoá và chuyển toàn bộ giá trị của mình vào sản phẩm vừa mới làm ra.

## Ý nghĩa
Theo chủ nghĩa Mác-Lênin thì việc phát hiện ra tính hai mặt của lao động thể hiện trong hàng hoá đã giúp Marx xác định sự khác nhau giữa tư bản bất biến và tư bản khả biến. Marx là người đầu tiên chia tư bản thành tư bản bất biến và tư bản khả biến. Sự phân chia đó dựa vào vai trò khác nhau của các bộ phận của tư bản trong quá trình sản xuất giá trị thặng dư, do đó nó vạch rõ bản chất bóc lột của chủ nghĩa tư bản, chỉ có lao động của công nhân làm thuê mới tạo ra giá trị thặng dư cho nhà tư bản. Tư bản bất biến là điều kiện cần thiết không thể thiếu được để sản xuất ra giá trị thặng dư, còn tư bản khả biến có vai trò quyết định trong quá trình đó, vì nó chính là bộ phận tư bản đã lớn lên.
Và cũng theo đó, việc phân chia tư bản thành tư bản bất biến và tư bản khả biến vạch rõ nguồn gốc của giá trị thặng dư là do lao động làm thuê của công nhân tạo ra và bị nhà tư bản chiếm không. Giai cấp tư sản sử dụng máy móc hiện đại tự động hóa quá trình sản xuất đối với một số sản phẩm. Trong điều kiện sản xuất như vậy, tư bản bất biến có vai trò quan trọng quyết định việc tăng năng suất lao động, nhưng cũng không thể coi đó là nguồn gốc của giá trị thặng dư. Suy đến cùng, bộ phận tư bản khả biến tồn tại dưới hình thức sức lao động (chân tay và trí óc) mới là nguồn gốc sinh ra giá trị thặng dư tư bản chủ nghĩa.